# Колодко, Гжегож
Гжегож Витольд Колодко (пол. Grzegorz Witold Kołodko, род. 28 января 1949, Тчев, Польша) — дважды министр финансов Польши, ключевой архитектор польских экономических реформ, профессор экономики, специализирующийся на структурных реформах и публичных финансах. В настоящий момент возглавляет исследовательский институт «TIGER» (Transformation Integration and Globalization Economic Research) в Университете Козьминского.

## Биография
После окончания Варшавской школы экономики в 1972, Гжегож Колодко читал лекции в том же университете. В 1982—1988 занимал должность советника председателя Национального банка Польши. В качестве стипендиата Программы Фулбрайта в 1985-86 гг. проходил обучение в Иллинойсском университете.
1989 год ознаменовался для будущего министра финансов участием в исторических переговорах, «Круглом Столе», где коммунистическое правительство приходило к консенсусу с объединением профсоюзов Солидарность. Колодко был членом экономического совета Польского правительства в 1989—1991.
Был научным работником в Мировом Институте Развития Экономических Исследований ООН в 1988, 1989 и 2002 годах. С 1989 по 1994 занимал должность директора Института Финансов в Варшаве, консультировал Исследовательское Отделение МВФ с 1991 и 2000, также консультировал Фискальное Отделение МВФ в 1992 и 1999.
Всего Гжегож Колодко занимал позиции вице-премьера и министра финансов четыре раза в период с 1994 по 2003. Всегда на пост назначался в правлении разных премьер-министров Польши.

## Гжегож Колодко и польские реформы

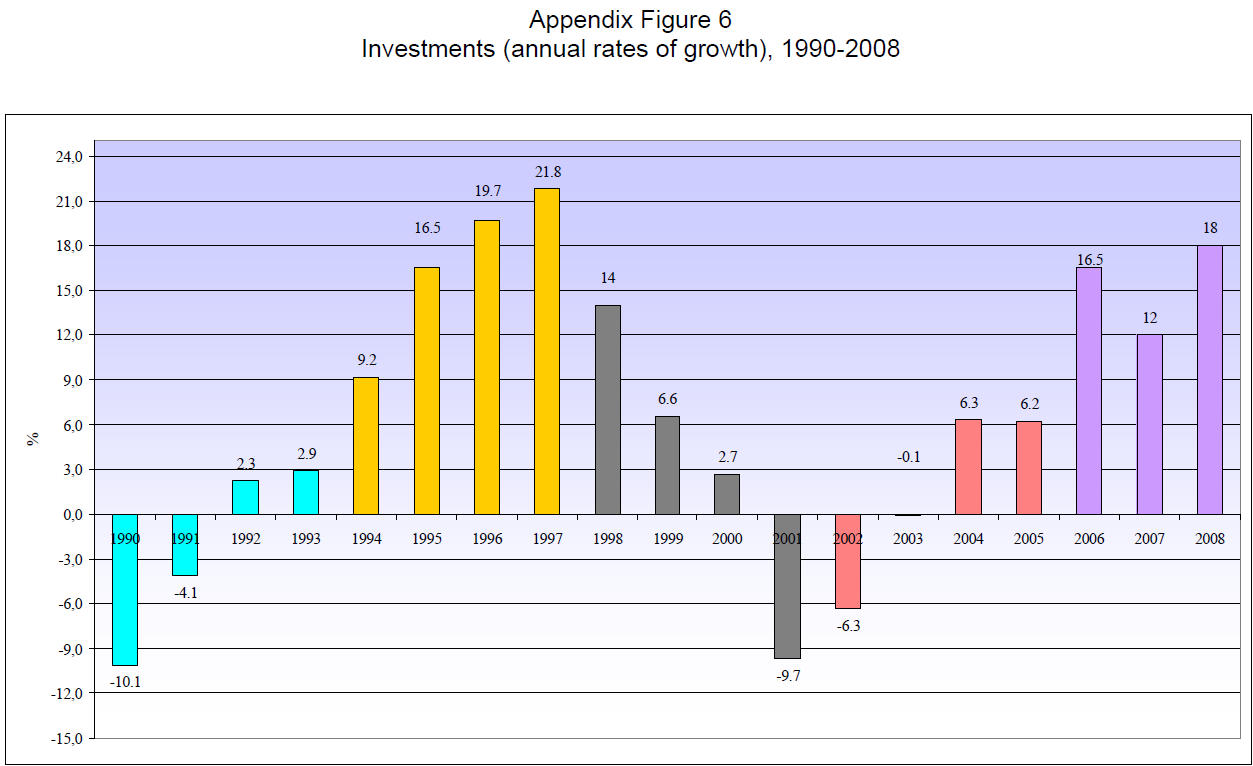
Рост инвестиций в польскую экономику по годам

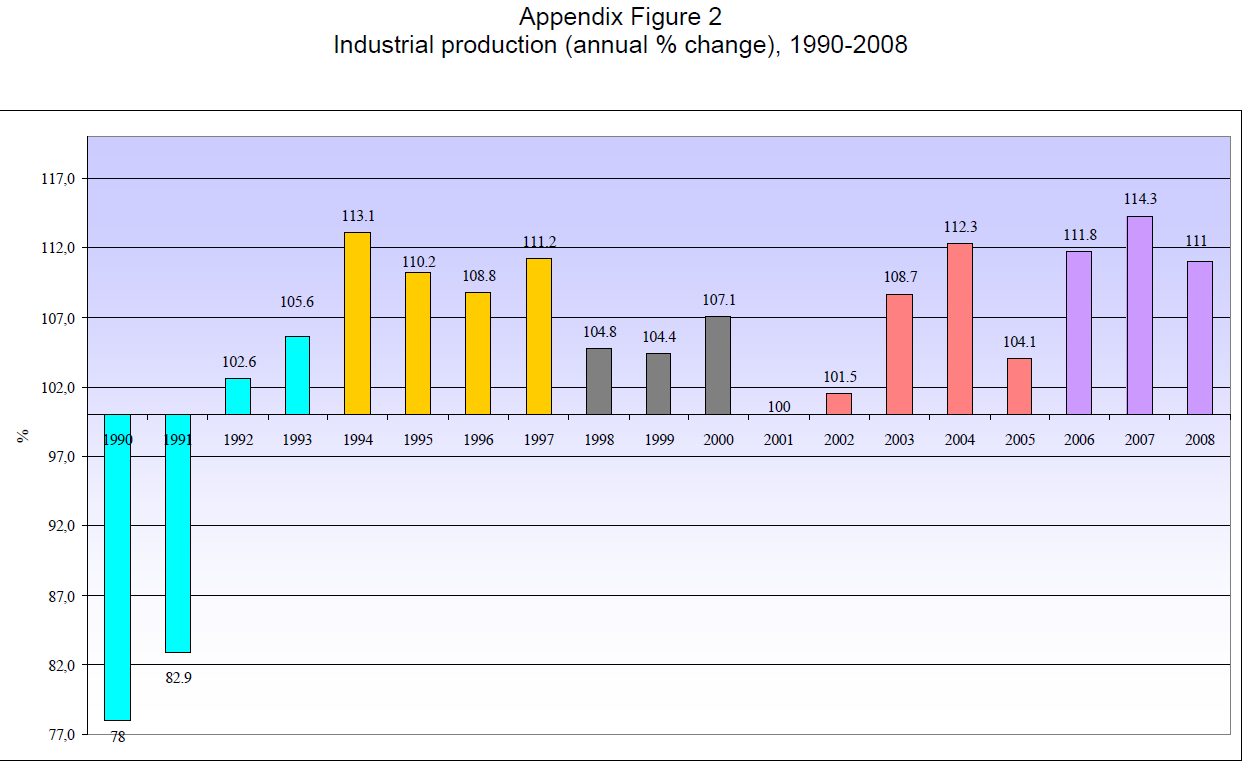
Опять же, основательный рост производства в Польше наблюдается именно в период правления Колодко

С самого начала существования новой Польши была поставлена одна понятная задача — вступление Польши в Европейский Союз, поэтому новому министру финансов во многом было легче разрабатывать свою программу реформ.
Дважды министр финансов отмечает период экономического развития Польши с 1989—1993 гг. как «Шок без терапии», когда «по большей части избыточная стабилизационная политика, невнимание к строительству рыночных институтов и чрезмерная либерализация торговли совместно с пренебрежением к стимулирующим функциям государства подняли издержки преобразования плановой системы Польши много выше неизбежного минимума».
Гжегож Колодко 28 апреля 1994 года стал министром финансов Польши. Вместе с должностью Гжегож получил растущую безработицу, низкий уровень инвестиций и падающее производство.
Исследователи так оценивают слова и дела Колодко на посту министра:

«В текстах, которые выходили из-под пера Колодко, обращали на себя внимание нападки на предшественников, поэтому у неискушенных читателей могло создаться впечатление, что новый министр желает сдвинуться влево, благо правительство и по названию правящей партии было левым. Но на самом деле программные положения Колодко во многих случаях предполагали сдвиг вправо.
Колодко акцентировал внимание на необходимости уменьшения государственного долга, сокращения государственных расходов, снижения ценовой инфляции, децентрализации управления хозяйственными процессами, децентрализации механизма переговоров по регулированию зарплаты, введения системы страхования (как основного способа социальной защиты), стимулирования занятости, коммерциализации и приватизации государственных предприятий, укрепления независимости банков, элиминирования протекционистской практики и т. д.
…

Напротив, приватизация, на которую при правлении правых не слишком обращали внимание, была поставлена на широкую ногу — с использованием ваучерного механизма — уже в середине 90-х гг.»
Благодаря разработанной «Стратегии для Польши», средний рост производства за 1994—1997 года составил 10,8 % , занятость населения росла по 2 % в год. Инфляция с 32,2 % в 1994 году упала до 14,9 % в 1997 году, инвестиции в польскую экономику ускорились в 1994 году до 9,2 % и под конец 1997 росли до 21,8 %. Рост экспорта с 1994 по 1997 составил 72,8 %. В течение этих четырёх лет подушевой ВВП возрастал в среднем на 6,4 % в год, в целом увеличившись на 28 %.
Также министр финансов отмечал, что рост индекса Джини более 35 практически сводит экономический рост к увеличению доходов для богатого слоя и уменьшению доходов бедного слоя, поэтому значительная доля экономической политики отводилась к выравниванию доходов.
Гжегож Колодко характеризует 1998—2001 гг. как период «переохлаждения экономики», когда рост ВВП с 7 % в 1997 года падает до 0,2 % в 2001 г. Данное падение было вызвано чрезмерной сдерживающей экономической политикой, направленной на предотвращение «перегрева» польской экономики.
Вступление во второй раз в должность министра финансов (в 2002 году) знаменуется программой «Оздоровление государственных финансов». Задача ускорить рост экономики Польши до 7 % была достигнута в 2004 году
.

## Гжегож Колодко и Россия

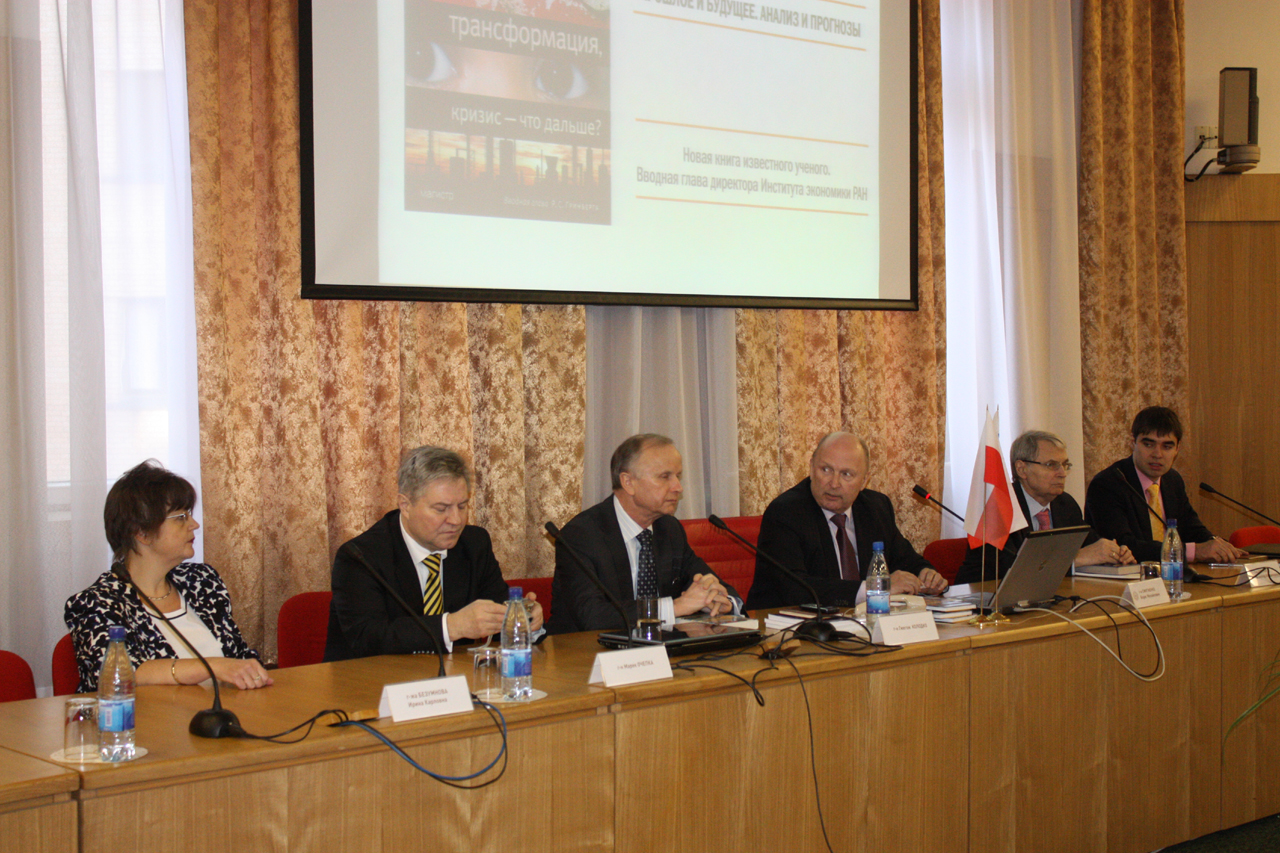
Гжегож Колодко презентует свою новую книгу в Финансовом Университете при Правительстве Российской Федерации

Гжегож Колодко довольно часто посещает Россию с презентациями своих книг, либо лекциями для студентов.
15 сентября 2009 г. профессору Гжегожу Колодко было присуждено звание «Почетный доктор Финансовой академии при Правительстве Российской Федерации».

## Книги, изданные в России
- Гжегож Колодко, Марио Нути[итал.] Польская альтернатива : Старые мифы, реальные факты и новая стратегия в процессе успешной трансформации польской экономики = The Polish Alternative. Old Myths, Hard Facts and New Strategies in the Successful Transformation of the Polish Economy. / [Пер. с англ.] Рос. акад. наук, Ин-т междунар. экон. и полит. исслед. и др. — М: ИМЭПИ, 1997. — 86 с.
- От шока к терапии : Политическая экономия постсоциалистических преобразований = Od szoku do terapii. Ekonomia i polityka transformacji. — М.: Журн. Эксперт, 2000. — 389 с. : ил., табл. ISBN 5-901059-05-8
- Глобализация и перспективы развития постсоциалистических стран. — Европейский гуманитарный университет, 2002.
- Великий постсоциалистический поворот. — Юридический центр Пресс, 2006.
- Мир в движении. — Магистр, 2009.
- Глобализация, трансформация, кризис — что дальше? — Магистр, 2011.
- Куда идет мир. Политическая экономия будущего. — Магистр, 2014.
- 25 лет трансформации. От неолиберальных провалов к прагматичному росту. — Магистр, 2016. — 224 с.